# Rada Kastilie

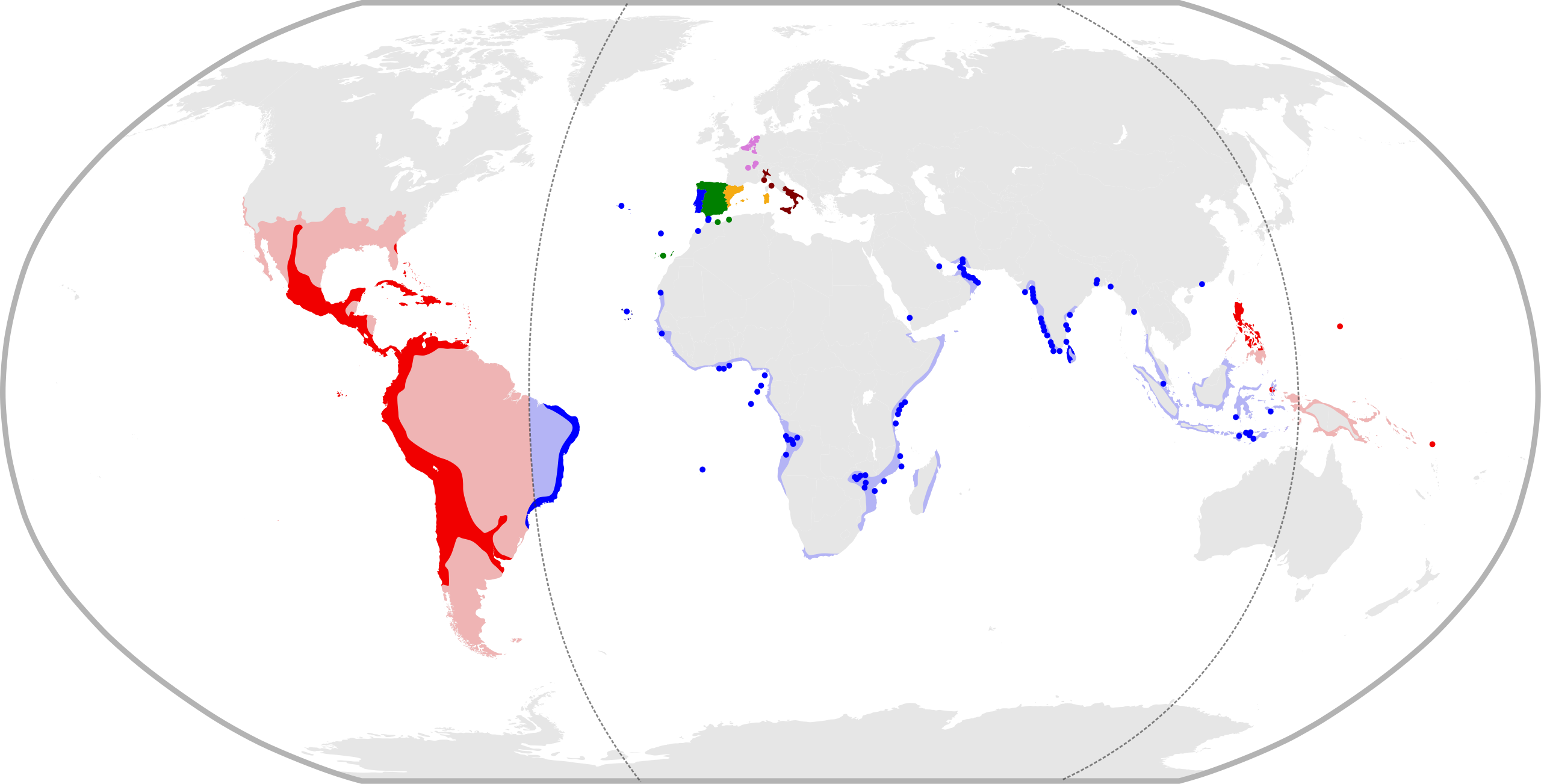
Mapa španělsko-portugalské říše v roce 1598.
Území spravovaná Radou Kastilie
Území spravovaná Radou Aragonie
Území spravovaná Radou Portugalska
Území spravovaná Radou Itálie
Území spravovaná Radou pro Indie
Území spravovaná Radou Flander

Rada Kastilie (španělsky: Real y Supremo Consejo de Castilla), dříve známá jako Královská rada (španělsky: Consejo Real), byl vládní orgán a klíčová součást domácí správy Kastilské koruny, hned po samotném panovníkovi.
Byla zřízena za vlády Isabely I. v roce 1480 jako hlavní orgán, který se zabýval správními a soudními záležitostmi říše. Po nástupu Karla I. (později Karla V., císaře Svaté říše římské) na trůn Kastilie a Aragonie v roce 1516 se Královská rada začala nazývat Radou Kastilie, protože Karel byl králem mnoha dalších dominií kromě Kastilie, ale Rada si zachovala odpovědnost pouze za Kastilii.
Během období, kdy panovník nebyl, byl nepřítomen nebo neschopný vládnout, vládla Královská rada jako regentská rada místo něj. Rada ztratila na významu v 19. století, kdy byla několikrát zrušena a znovu obnovena, než byla trvale rozpuštěna.

## Historie

### Původ
Nejranější forma Královské rady byla vytvořena na konci 14. století v roce 1385 Janem I. Kastilským po katastrofě v bitvě u Aljubarroty. Rada se skládala z 12 členů, čtyř z každé z následujících skupin: duchovenstva, měšťanů a šlechty. V roce 1442 zvýšila šlechta svůj vliv na Radu, přidáním mnoha šlechticů jako jejích řádných členů. Nově tak měla Rada šedesát členů.

### Za katolických monarchů: Centralizace
Tato Rada byla poměrně neefektivní, a katolická Veličenstva, Ferdinand II. Aragonský a Isabela I., se ji snažili změnit ve snaze centralizovat zemi a více ji přizpůsobit národním zájmům namísto zájmů šlechty. V roce 1480 přijali na kortesech v Toledu zákon o navrácení. Tento zákon umožnil Ferdinandovi a Isabele přímo jmenovat úředníky místo toho, aby vládli nezávislí a nevyzpytatelní šlechtici. Královská rada měla kontrolovat jak královskou armádu, tak řešit daňové spory, což dostalo šlechtu pevněji pod kontrolu Koruny.
Nové složení reformované Rady zahrnovalo předsedu, pokladníka, církevního preláta, tři caballeros (často drobnou šlechtu) a osm až deset letrados (právníků nebo juristů). Mezi hlavní povinnosti Rady patřilo:
- Radit Koruně ohledně jmenování do vojenských i civilních funkcí
- Do vzniku Rady pro Indie (Consejo de Indias) dohlížet na práce, projekty, výpravy a kolonizace zadávané kastilskou vládou ve Starém i Novém světě (Requerimiento)
- Poskytovat posouzení a rozhodnutí Koruně ohledně udělování penzí, příjmů a různých výhod
- Sloužit jako nejvyšší soudní dvůr Kastilské koruny
- Podepisovat veškeré právní dokumenty ovlivňující fungování Koruny, včetně každodenních vládních rozhodnutí

Aby se zabránilo tomu, že se Rada dostane pod kontrolu velkých šlechtických rodů, jak se stalo s původní Královskou radou, mohli se schůzí Rady účastnit neustanovení šlechtici, kteří ale neměli hlasovací právo. Výsledkem bylo, že Rada a její byrokracie byly složeny především z „nových mužů“: drobné šlechty, měšťanů a civilních magistrátů.
Po smrti královny Isabely v roce 1504 začala Královská rada znovu upadat do korupce a vlivu šlechty. Filip I. byl neefektivní vládce, který panoval jen dva roky; po něm teoreticky vláda připadla dceři Ferdinanda a Isabely, královně Janě Kastilské, a jejímu šestiletému synovi Karlovi z Gentu, budoucímu císaři Karlu V. Jana byla považována za neschopnou a Karel byl příliš mladý.
Arcibiskup Francisco Jiménez de Cisneros vládl krátce jako regent, ale jeho snahy byly podkopávány intrikami šlechty a většinu času strávil snahou udržet vládu pohromadě. Cisnerose poté nahradil Janin otec, král Ferdinand II., jehož nárok vládnout Kastilii po smrti jeho manželky byl spíše slabý, avšak neexistovala jiná přijatelná možnost. Ferdinand často vládl Kastilii z Aragonie, a Královská rada spravovala jeho záležitosti. V tomto období se Rada stala ještě zkorumpovanější a méně efektivní.
Šlechtici nelegálně rozšiřovali svá panství silou, vysílali vojáky, aby „zabrali“ půdu patřící královské vládě nebo svobodným rolníkům. Rada, zkorumpovaná a podplácená, tyto incidenty obvykle ignorovala, což umožnilo šlechtě obohacovat se na úkor spravedlnosti a vlády.

### Karel I. Habsburský: Povstání a reforma
Po smrti Ferdinanda v roce 1516 Cisneros opět krátce sloužil jako regent, než byl Karel I. korunován králem, neboť dosáhl plnoletosti. Mladý král byl však zpočátku téměř zcela pod vlivem vlámských poradců, jako byl Vilém de Croÿ, sieur de Chièvres, a v Radě neprovedl žádné změny. Navíc Karlova nová vláda uvalila na Kastilii vysoké daně a požadavky kvůli svým ambicím v celé Evropě. Karel se stal králem jednoho z největších impérií evropské a světové historie – „Říše, nad níž slunce nezapadá“ – a v roce 1519 císařem Svaté říše římské jako Karel V. Biskup z Badajozu, Pedro Ruiz de la Mota, vlivný člen Královské rady, prohlásil na kortesech v Coruñi, že Kastilie má být „pokladnicí a mečem“ impéria.
Když Karel v roce 1520 opustil Španělsko, vypuklo povstání komunérů proti královské vládě. Mnoho stížností rebelů směřovalo proti Radě. Zástupci radikálních farností ve Valladolidu se jednomyslně shodli na prohlášení, že za potíže království může „špatná vláda“ Rady. Královská rada vedla v Karlově nepřítomnosti loajální síly proti povstalcům. Karel jmenoval regentem nizozemského kardinála Adriana z Utrechtu, který byl v této obtížné situaci obecně považován za schopného vládce. Mnozí členové Rady, například nenáviděný předseda Rady Antonio de Rojas Manrique, však naléhali na tvrdé potrestání povstalců. Tyto rané represe se však obrátily proti nim a povstání se rozšířilo ještě více.
Nakonec byli povstalci poraženi, ale Karel, který mezitím dospěl a distancoval se od svých dřívějších poradců, si uvědomil, že Rada naléhavě potřebuje reformu. Karel zahájil rychlé změny, odvolal neoblíbeného Antonia de Rojase a nahradil ho Juanem Pardem de Tavera, arcibiskupem ze Santiaga. Rovněž přidal tři nové radní: Juana Manuela, Pedra de Medinu a Martína Vázqueze, a obecně se snažil nahradit šlechtice vzdělanými právníky a měšťany.
Důležitější než personální změny však byly změny ve funkci Rady. Královská rada již neřešila většinu občanskoprávních sporů a případů, což jí umožnilo soustředit se na správu. Soudní stížnosti a odvolání byly nyní řešeny novým a rozšířeným soudním systémem, audienciemi. Obnovením dobré pověsti Rady se zlepšila i kvalita jejích jmenovaných členů.
V tomto období se Královská rada začala nazývat Radou Kastilie, což odráželo skutečnost, že její pravomoc se vztahovala pouze na Kastilii, nikoli na celé impérium. S nárůstem zámořských dobyvatelských aktivit Španělska a pod vlivem Karlova hlavního rádce a blízkého přítele Mercurina di Gattinara se Rada Kastilie rozšířila a rozdělila.
Mezi lety 1522–1524 Rada Kastilie reorganizovala vládu Navarrského království, odvolala místokrále Antonia Manrique de Laru, 2. vévodu z Nájery. Byla vytvořena Finanční rada (španělsky: Consejo de Hacienda) a 1. srpna byla Rada pro Indie (španělsky: Consejo Real y Supremo de las Indias) oddělena od Rady Kastilie.
O třicet let později, v roce 1555, byla založena Rada Itálie, další výsledek reorganizace Rady Kastilie. Gattinara se rovněž zasloužil o vytvoření Consejo de la Cámara de Castilla, složeného ze tří nebo čtyř důvěryhodných členů Rady, kteří měli pravomoc řešit nepopulární nebo tajné záležitosti.

### Po Karlu I.: Vzestup a úpadek
Královská rada znovu získala význam během nezletilosti Karla II. Španělského v letech 1665–1677, kdy jako regentka vládla jeho matka Marie Anna Rakouská. V roce 1697 byl Andrés de Medrano, 2. hrabě z Torrubie, jmenován děkanem Královské rady Kastilie.
Po nástupu Filipa V. Španělského, prvního krále z rodu Bourbonů, v roce 1700 byly mezi lety 1707 a 1716 schválené dekrety Nueva Planta, které zrušily autonomii bývalé Aragonské koruny a centralizovaly moc v Madridu.
Rada hrála významnou roli také za vlády Karla III. a Karla IV. Španělského, než byla v roce 1812 zrušena kortesy v Cádizu. V roce 1814 ji obnovil Ferdinand VII. Španělský, ale nakonec byla definitivně rozpuštěna v roce 1834 za Isabely II.